# Варіативний шаблон
В програмуванні, варіативний шаблон — шаблон зі змінною кількістю аргументів.
Варіативні шаблони підтримуються мовою C++ (починаючи з стандарту C++11), та мовою програмування D.
Синтаксис варіативного шаблону в мові C++11 в загальному випадку наступний:
```
template
<
typename
...
 
Values
>
 
class
 
tuple
;
               
// нуль або більше аргументів

```

Якщо потрібно заборонити використання шаблону без параметрів, то використовують наступний підхід, що вимагає використання як мінімум одного параметра:
```
template
<
typename
 
First
,
 
typename
...
 
Rest
>
 
class
 
tuple
;
 
// один або більше аргументів

```

Варіативні шаблони також можуть застосовуватися з функціями:
```
template
<
typename
...
 
Params
>
 

void
 
printf
(
const
 
std
::
string
 
&
str_format
,
 
Params
...
 
parameters
);

```

Часто використовують рекурсивний виклик варіативних шаблонів. Самі варіаційні параметри не є доступними для реалізації функції або класу. Тому для реалізації заміни звичного printf через варіативний шаблон у C++11 типовим підходом буде такий:
```
// базовий варіант

void
 
printf
(
const
 
char
 
*
s
)

{

    
while
 
(
*
s
)
 
{

        
if
 
(
*
s
 
==
 
'%'
)
 
{

            
if
 
(
*
(
s
 
+
 
1
)
 
==
 
'%'
)
 
{

                
++
s
;

            
}

            
else
 
{

                
throw
 
std
::
runtime_error
(
"неправильний формат рядка: відсутні аргументи"
);

            
}

        
}

        
std
::
cout
 
<<
 
*
s
++
;

    
}

}

// рекурсивний

template
<
typename
 
T
,
 
typename
...
 
Args
>

void
 
printf
(
const
 
char
 
*
s
,
 
T
 
value
,
 
Args
...
 
args
)

{

    
while
 
(
*
s
)
 
{

        
if
 
(
*
s
 
==
 
'%'
)
 
{

            
if
 
(
*
(
s
 
+
 
1
)
 
==
 
'%'
)
 
{

                
++
s
;

            
}

            
else
 
{

                
std
::
cout
 
<<
 
value
;

                
s
 
+=
 
2
;
 
// зрозуміло, що це працюватиме лише з 2-х символьними специфікаторами ( %d, %f, і т.п. ); але не з %5.4f і т.п.

                
printf
(
s
,
 
args
...);
 
// буде викликатися навіть для *s рівного nullptr, але не робитиме нічого, просто ігноруватиме аргументи

                
return
;

            
}

        
}

        
std
::
cout
 
<<
 
*
s
++
;

    
}
    

}

```

Зауважте, що побудована з застосуванням варіативного шаблону версія printf викликає себе рекурсивно або (коли список аргументів args… буде порожній) викликає базовий варіант.

## Приклад
Приклад короткої програми на мові С++ де застосовано варіативний шаблон, що підраховує суму змінного числа аргументів:
```
#include
 
<iostream>

template
<
typename
 
T
>

T
 
SUM
(
T
 
v
)

{

    
return
 
v
;

}

template
<
typename
 
T
,
 
typename
 
T1
,
 
typename
...
 
Ts
>

T
 
SUM
(
T
 
v
,
 
T1
 
v1
,
 
Ts
...
 
vs
)

{

	
return
 
v
 
+
 
SUM
(
v1
,
 
vs
...);

}

int
 
main
(
int
 
argc
,
 
char
**
)

{

    
std
::
cout
 
<<
 
SUM
(
2
,
 
2
)
 
<<
 
std
::
endl
;

    
std
::
cout
 
<<
 
SUM
(
argc
,
 
1
,
 
2
,
 
3
)
 
<<
 
std
::
endl
;

}

```

## Вирази згортання і варіативні шаблони
У стандарті C++17 з'явились вирази згортання (англ. fold expressions), що значно полегшують використання технології варіативних шаблонів. Наприклад, з їх використанням код функції SUM може мати такий вигляд:
```
//Універсальні посилання на кожен з параметрів

template
<
typename
 
...
Ts
>

auto
 
SUM
(
Ts
&&
 
...
 
param
)

{

    
//Зверніть увагу: 0 виступає в ролі нейтрального значення

    
return
 
(
std
::
forward
<
Ts
>
(
param
)
 
+
 
...
 
+
 
0
);
 
//Приймає вигляд (param1 + (param2 + (...(0)))

}

```

Розглянемо можливий виклик функції:
```
#include
 
<iostream>

int
 
main
(
int
 
argc
,
 
char
 
*
argv
[])

{

    
constexpr
 
int
 
a
 
=
 
100
;

    
std
::
cout
<<
SUM
(
10
,
 
20
,
 
a
);
 
//Результат: 130

}

```